# Radziszów (gromada)
Radziszów – dawna gromada.
Gromadę Radziszów z siedzibą GRN w Radziszowie utworzono w powiecie krakowskim w woj. krakowskim, na mocy uchwały nr 22/IV/54 WRN w Krakowie z dnia 6 października 1954. W skład jednostki weszły obszary dotychczasowych gromad Radziszów, Rzozów i Jurczyce ze zniesionej gminy Skawina w tymże powiecie. Dla gromady ustalono 27 członków gromadzkiej rady narodowej.
31 grudnia 1961 do gromady Radziszów przyłączono wsie Grabie, Gołuchowice i Polanka Haller ze zniesionej gromady Krzęcin.
1 stycznia 1969 do gromady Radziszów przyłączono obszar zniesionej gromady Wola Radziszowska, którą przyłączono równocześnie do powiatu krakowskiego z powiatu myślenickiego w tymże województwie.
Gromada przetrwała do końca 1972 roku, czyli do kolejnej reformy gminnej.